# Krasnoturinsk
Krasnoturinsk (en rus: Краснотурьинск) és una ciutat de l'óblast de Sverdlovsk, a Rússia, segons el cens del 2021 tenia 55.910 habitants.